# S14 AL 1311 à 1370
Les S14 AL 1311 à 1370 sont des locomotives à vapeur de type Pacific, construites pour le Réseau ferroviaire d'Alsace-Lorraine et pour la Compagnie du chemin de fer de Paris à Orléans et commandées par le ministère des Travaux Publics.

## Genèse
Au retour du Réseau ferroviaire d'Alsace-Lorraine dans le giron français en 1919 le manque de locomotives de vitesse puissantes se fait ressentir. L'AL ne disposant pas du temps nécessaire, comme pour leur cousines de la Compagnie des chemins de fer de l'Est, ce fut le gouvernement qui décida par l'intermédiaire du ministère des Travaux Publics de faire construire ces locomotives issues de série existantes pour renflouer le parc malmené.
L'origine de la série se fait en trois parties avec :
- une commande de l'AL à la société Fives-Lille en 1922 pour 40 locomotives immatriculées : 1311 à 1350
- l'achat en 1929 au PO de 10 locomotives immatriculées : 1351 à 1360 ex-231 PO 3641 à 3680
- et l'achat en 1933 au PO de 10 locomotives immatriculées : 1361 à 1370 ex-231 PO 3641 à 3680

## Description
Ces Pacific découlaient des 231 État 231-501 à 783 (futures : 3-231 C 501 à 783 ) qui dérivaient, elles-mêmes, des 231 PO 3501 à 3589.
Si les locomotives présentaient des caractéristiques communes, qu'elles partageaient avec leurs cousines les 231 Est 31001 à 31040 (futures : 1-231 B 1 à 40 ), il existait néanmoins des différences.
Elles disposaient d'un moteur compound à quatre cylindres décroisés de type « Du Bousquet De Glehn » avec les cylindres HP extérieurs et les cylindres BP intérieurs. Le foyer était de type « Crampton » à ciel plat et l'échappement de type « Nord » à cône pour les 1311 à 1350. Pour les 1351 à 1370, issues du PO, l'échappement était à trèfle ou de type « Kylchap », la cheminée était à chapiteau et les écrans pare-fumée de type « PO ». La distribution était du type « Walschaerts ». Le bogie était à longerons intérieurs de type « Ouest » et avait un déplacement latéral de + ou - ?? mm et il était freiné. Le bissel était aussi de type « Ouest » et avait un déplacement latéral de + ou - ?? mm. Pour les 1311 à 1350 la conduite se faisait à droite comme il était d'usage sur le Réseau ferroviaire d'Alsace-Lorraine.
Très rapidement, elles bénéficièrent de l'application d'un réchauffeur de type « ACFI ». De 1933 à 1935, elles bénéficièrent du remplacement de leur échappement par un de type « Kylchap », ou par un à trèfle à 6 jets de type « Bourges », avec pour corollaire l'avancement de l'axe de la cheminée au niveau de l'axe du bogie.
Les locomotives de l'AL reçurent de petits écrans pare-fumée de forme rectangulaire. Toutefois quelques locomotives reçurent les mêmes écrans pare-fumée que leurs cousines de la Compagnie des chemins de fer de l'Est.

## Utilisation et services
Les 40 premières locomotives furent affectées aux dépôts de Strasbourg et Mulhouse-Île Napoléon. Donnant entière satisfaction, du fait que le réseau ne possédait que des Ten wheel à leur opposer, elles permirent d'accroître la charge et les vitesses des trains.
Elles furent les plus puissantes des Pacific, hormis les prototypes S16 AL 1401 et 1402 (futures : 1-231 D 1 et 2 ), de l'AL, tant et si bien que l'AL se décida pour acheter au PO des locomotives identiques, provenant du ministère des Travaux Publics elles aussi, et qui étaient garées sans emploi.
En 1936 la 1323 reçut à titre expérimental une distribution par cames oscillantes et par soupapes de type « Dabeg ». À la même époque la 1325 reçut un carénage de type « Huet » qui ne sera pas maintenu mais qui comportera bizarrement le monogramme SNCF et le numéro de la locomotive!
En 1938, lors de la création de la SNCF, elles furent réimmatriculées : 1-231 B 311 à 370.
En 1947 8 locomotives sont affectées au dépôt de Metz-Frescaty et en 1949 elles apparaissent au dépôt de Belfort avec 15 locomotives.
La venue, là aussi, de locomotives plus modernes et plus puissantes les relégua aux trains moins chargés et tendus. Si en 1951 l'effectif est au complet, il ne reste plus en 1957 que 7 unités qui furent radiées dans l'année au dépôt de Metz-Frescaty.

## Tenders
Ces locomotives furent livrées avec des tenders de type « État » contenant 22 m3 d'eau et 8 t de charbon. Ils furent, cependant, rapidement modifiés pour pouvoir contenir 25,5 m3 d'eau et 10 t de charbon. Leur immatriculation était 1311 à 1370 puis ils devinrent en 1938 les : 1-25 B 311 à 370.
La 1-231 B 364 reçut, pendant un temps, le tender 1-25 D 902 à trois essieux contenant 25 m3 d'eau et 7 t de combustible, issu de la 1-151 A 902 réformée.

## Caractéristiques
- Pression de la chaudière : 17 kg/cm2
- Surface de grille : 4,27 m2
- Surface de chauffe : 212 m2
- Surface de surchauffe : 63,5 m2
- Diamètre et course des cylindres HP : 420 mm × 650 mm
- Diamètre et course des cylindres BP : 640 mm × 650 mm
- Diamètre des roues du bogie : 970 mm
- Diamètre des roues motrices : 1 950 mm
- Diamètre des roues du bissel : 1 240 mm
- Masse à vide : 87 t
- Masse en ordre de marche : 97 t
- Masse adhérente : 55 t
- Longueur hors tout : 13,665 m
- Masse du tender en ordre de marche : 60,4 t
- Masse totale : 157,4 t
- Longueur totale : ?
- Vitesse maxi en service : 120 km/h